# Derde Mongoolse invasie van Polen
De derde Mongoolse invasie van Polen vond in de winter van 1287-1288 plaats en werd geleid door de rivaliserende Mongoolse generaals Nogai Khan en Talabuga. Tijdens de invasie richtten de Polen zich meer op de verdediging van gefortificeerde steden zoals Krakau, Sandomierz en Nowy Sącz, dan dat zij de Mongolen op het slagveld probeerden te verslaan. Deze tactiek werkte en zorgde ervoor dat de Mongolen na een korte periode weer uit Polen vertrokken. Het zou de laatste Mongoolse invasie van Polen zijn.

## Achtergrond
In 1286 werd het koninkrijk Hongarije geteisterd door een intern conflict tussen Ladislaus IV van Hongarije en Hongaarse edellieden nadat hij zijn vrouw had laten opsluiten en zijn Koemaanse minnares als de nieuwe koningin kroonde. De in de nauw gedreven koning vroeg zijn Mongoolse bondgenoot Nogai Khan om militaire hulp. Deze Mongoolse leider zou in november 1287 met 30.000 manschappen richting Hongarije vertrekken. Zijn route liep via het hertogdom Krakau en Spiš.
Het plan voor de invasie, bedacht door Nogai Khan, kwam overeen met de invasie van 1259. De horde zou uit twee aanvalsgroepen bestaan: 20.000 manschappen zouden Sandomierz en het noorden van het hertogdom Krakau aanvallen, terwijl 10.000 ruiters richting Krakau zouden doorstoten. De twee aanvalsgroepen zouden na de plundertocht ten noorden van Krakau samenkomen.
Na twee desastreuze Mongoolse invasies waren de Polen dit keer voorbereid: De steden waren gefortificeerd en het Koninklijke Kasteel van Wawel in Krakau was dit keer van steen en werd beschermd door katapulten.

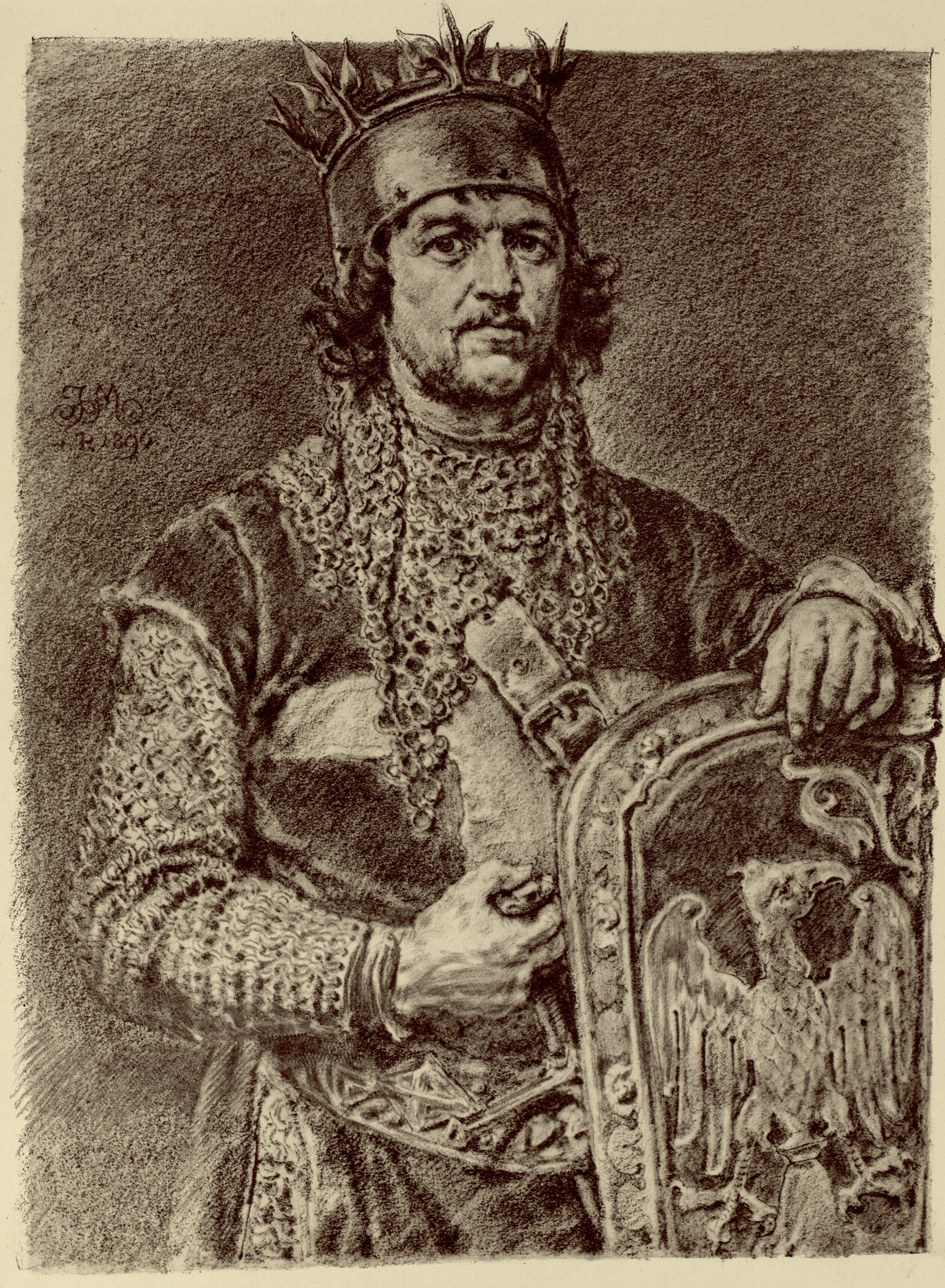
Leszek II van Polen

## Invasie
Het noordelijke leger onder Talabuga verliet op 7 december 1287 Volodymyr, omzeilde Lublin en stak na enige moeite de Wisła over. De Mongolen belegerde Sandomierz, maar lieten de stad over aan Roetheense hulptroepen nadat een grote aanval werd afgeslagen. Talabuga splitste zijn leger in velen onafhankelijk opererende troepenmachten, die er niet in slaagden om belangrijke gefortificeerde locaties te veroveren. Eén van deze Mongoolse troepenmachten werd enkele dagen na het beleg van Sandomierz op 20 december 1287 nabij het Heiligkruisgebergte (Góry Świętokrzyskie) door Leszek II van Polen in de slag bij Łagow verslagen. Nadat Talabuga het domein van Kielce hadden bereikt, gaf hij het bevel om zijn leger met de buit en al terug te trekken en arriveerde in januari 1288 in zijn winterkamp bij Lviv. Leszek II stuurde ondertussen zijn leger naar Krakau en stond aan het hoofd van de voorbereiding van de verdediging van de stad.
Nogai Khan belegerde met zijn zuidelijke leger de stad Krakau op 24 december 1287, maar verloor veel manschappen en militaire leiders in een onsuccesvolle poging om de stad in te nemen. Hij zag af van de verovering van de stad en splitste zijn leger in drie aanvalsgroepen. Een daarvan kreeg de opdracht om de dorpen ten noorden en zuiden van Krakau te plunderen en waren verwikkeld in kleinschalige gevechten met lokale Poolse troepenformaties. De twee andere aanvalsgroepen belegerden Podolínec en Stary Sącz. Podolínec werd verwoest, maar Stary Sącz bleek bestand te zijn tegen een belegering. De stad had veel goederen opgeslagen en had bovendien sterke muren en een sterk garnizoen. Het beleg duurde een maand zonder enige vooruitgang.

### Hongarije mengt zich in het gevecht
Te midden van deze chaos wist een kleine groep bestaand uit Leszek II, zijn vrouw Gryfina van Halych en diplomaten het hof van Ladislaus IV van Hongarije te bereiken om militaire hulp te vragen. De koning stemde in en gaf George Baksa de leiding over de Hongaarse expeditionaire strijdkrachten. Dit Hongaarse leger vertrok vanuit Kežmarok, absorbeerde onderweg lokale Poolse troepen en overrompelde en versloeg een 1000-man sterk Mongoolse leger in de slag bij Stary Sącz. Leszek II mobiliseerde zijn leger om zich bij dat van de Hongaar Baksa te voegen. Nogai hergroepeerde zijn grotendeels intacte horde, trok zich terug uit Polen en arriveerde in januari 1288 in het Koninkrijk Galicië-Wolynië, waar hij dorpen van de Mongoolse vazalstaat liet plunderen.

## Nasleep
Er zijn twee redenen waarom deze invasie minder succesvol was dan de twee voorgaande. Ten eerste zorgde de rivaliteit tussen de twee Mongoolse generaals Nogai Khan en Talabuga voor slechte coördinatie tussen de twee legers. Het leger van Talabuga vertrok al toen dat van Nogai Khan haar opmars begon. Ten tweede bemoeilijkte de nieuwe fortificaties de Mongolen om belangrijke steden te plunderen. Deze nieuwe fortificaties gaven Leszek II en zijn edellieden ruimte voor een driefasenverdedigingsplan. Fase één was een passieve verdediging vanuit de gefortificeerde steden. Fase twee was het bevechten van kleinere Mongoolse afsplitsingen door lokale troepenmacht. De laatste fase was een tegenaanval door een Pools-Hongaarse legermacht tegen de ongeorganiseerde Mongoolse horde.

## Legende
Lajkonik, volksfiguur en onofficiële stadssymbool van Krakau, wordt in het verband gebracht met de invasie. De onwaarschijnlijke legende gaat dat in december 1287, tijdens het beleg van Krakau, een groep Polen een Mongoolse kampement buiten de stadsmuren ontdekte. Deze groep ging over op een verrassingsaanval waartijdens verschillende Mongoolse generaals, waaronder de commandant van het beleg, werden gedood. De leider van de aanval droeg volgens deze legende de rijkelijk versierde kleding van de commandant op de weg terug naar de stad.